# Katarzyna Kawa
Katarzyna Kawa (født 17. november 1992 i Krynica-Zdrój, Polen) er en professionel tennisspiller fra Polen.